# فلويد كولينز
فلويد كولينز (بالإنجليزية: Floyd Collins) هو مستكشف أمريكي، ولد في 20 يوليو 1887 في أوبورن في الولايات المتحدة، وتوفي في 13 فبراير 1925 في مقاطعة بارين في الولايات المتحدة.